# Inhuman Rampage
Inhuman Rampage è il terzo album della band speed power metal inglese DragonForce, uscito nel 2006.
A differenza dei primi due album, in questo c'è un maggiore uso di suoni particolari e una maggiore influenza delle tastiere. Questo è l'ultimo album della band registrato col bassista Adrian Lambert. Clive Nolan ancora una volta partecipa alle registrazioni in veste di corista. Altro ospite è Lindsay Dawson, ex-cantante dei Demoniac (dal cui scioglimento nel 1999 si formarono proprio i DragonForce), che esegue i cori e gli scream.
L'album ha riscosso un grande successo in tutto il mondo, spinto soprattutto da quello del singolo Through the Fire and Flames.

## Tracce
1. Through the Fire and Flames (Sam Totman, ZP Theart, Herman Li) – 7:21
2. Revolution Deathsquad (Totman) – 7:52
3. Storming the Burning Fields (Vadym Pružanov) – 5:19
4. Operation Ground and Pound (Totman, Theart) – 7:44
5. Body Breakdown (Pružanov, Li, Totman) – 6:58
6. Cry for Eternity (Totman) – 8:12
7. The Flame of Youth (Li) – 6:41
8. Trail of Broken Hearts (Pružanov, Totman, Theart) – 5:57

Traccia bonus
1. Lost Souls in Endless Time (Pružanov) – 6:22

## Formazione
- ZP Theart – voce
- Herman Li – chitarra elettrica ed acustica, cori
- Sam Totman – chitarra elettrica ed acustica, cori
- Vadym Pružanov – pianoforte, tastiere, cori
- Adrian Lambert – basso
- Dave Mackintosh – batteria, cori

Collaboratori
- Clive Nolan – cori
- Lindsay Dawson – cori, voce death